# Оіте (1925)
Оіте (Oite, яп. 追風) — ескадрений міноносець Імперського флоту Японії, який взяв участь у Другій Світовій війні.
Корабель, який став шостим (за датою закладання) серед есмінців типу «Камікадзе», спорудили у 1925 році на корабельні Uraga Dock.
У травні 1938-го під час Другої японсько-китайської війни Оіте взяв участь в операції проти порту Амой (Сямень), розташованого біля південного входу до Тайванської протоки. Всього тут було задіяно загін із 1 важкого крейсера, 4 легких крейсерів та 10 есмінців, проведені яким бомбардування допомогли десанту морських піхотинців заволодіти Амоєм за дві доби.
На момент вступу Японії до Другої світової війни Оіте належав до 29-ї дивізії ескадрених міноносців, яка підпорядковувалась Четвертому флоту. Останній мав головну базу на атолі Трук в центральній частині Каролінських островів та на початковому етапі війни здійснив ряд операцій по розширенню японського контролю у Мікронезії та вторгненню до Меланезії.
29 листопада — 3 грудня 1941-го, ще до початку бойових дій, Оіте разом з іншими кораблями своєї дивізії перейшов з Труку на атол Кваджелейн (Маршаллові острови). 8 грудня він рушив далі в межах плану по заволодінню островом Вейк (вісім сотень кілометрів на північ від Маршаллових островів), маючи на борту бійців морської піхоти. Доволі неочікувано операція пішла невдало, 11 грудня при спробі наблизитись до острова були втрачені два есмінці (в тому числі один із 29-ї дивізії), після чого японський загін повернувся на Кваджелейн. Сам Оіте зазнав у операції певних пошкоджень від близького розриву снаряда берегової батареї, отримали поранення 14 членів екіпажу.
23 грудня 1941-го Оіте, так само маючи на борту морських піхотинців, вирушив до Вейку у складі значно потужнішого з'єднання, яке на цей раз захопило острів без якихось ускладнень.
Після повернення з Вейку Оіте разом з іншими кораблями дивізії 31 грудня 1941 — 3 січня 1942 ескортував конвой з Кваджелейна на Трук, а 13 — 15 січня разом з легким крейсером та трьома іншими есмінцями супроводив звідси переобладнаний гідроавіаносець «Кійокава-Мару» та два транспорти до атолу Волеаї (центральна частина Каролінських островів за вісім з половиною сотень кілометрів на захід від Трука). Тут вони з'єднались із конвоєм транспортів, які раніше під охороною двох есмінців 30-ї дивізії вийшли з Труку до Гуаму (Маріанські острови), щоб прийняти там війська для операції проти архіпелагу Бісмарка.
17 січня 1942-го зібрані біля Волеаї сили рушили у південно-східному напрямку, а 23 січня Оіте та інші кораблі дивізії прикривали висадку у Рабаулі на східному завершенні острова Нова Британія (тут створять головну передову базу у архіпелазі Бісмарка, з якої два роки провадитимуться операції на Соломонових островах та сході Нової Гвінеї). Протягом доби опір союзних сил був подоланий. Після цього Оіте більше двох тижнів ніс патрульно-ескортну службу в околицях Рабаула.
9 лютого 1942-го 29-та дивізія супроводжувала загін, який доправив японський десант до півострова Сурумі (центральна частина південного узбережжя Нової Британії), де японці захопили невеличкий австралійський аеродром у Гасматі (після розширення його перетворили на резервний майданчик, призначений для забезпечення аварійних посадок літаків).
8 березня 1942-го Оіте та ще 5 есмінців і 2 легкі крейсера вирушили з Рабаулу у супроводі загону, який мав доправити десант на Нову Гвінею в район Лае — Сааламауа (на сході острова у глибині затоки Хуон). Сама висадка не зустріла спротиву, проте 10 березня японський загін став ціллю для американської авіаносної авіації. Ряд допоміжних суден були втрачені, половина бойових кораблів загону зазнала пошкоджень, але саме Оіте у цьому бою не постраждав.
22 — 25 березня 1942-го Оіте разом з іншими есмінцями дивізії супроводжував легкий крейсер «Юбарі» (флагманський корабель ескадри, до якої належала 29-та дивізія) з Рабаула на Трук, а 26 березня — 1 квітня кораблі 29-ї дивізії здійснили перехід до Сасебо, де стали на доковий ремонт.
Втім, за кілька тижнів есмінець вже знову був у Меланезії, де його залучили до операції по оволодінню Порт-Морсбі. Разом зі ще 5 есмінцями та легким крейсером Оіте включили до загону адмірала Кайоки, що виконував завдання із прикриття транспортного конвою, який 4 травня рушив із Рабаула. Надалі танкери залишили на стоянці Шортленд (прикрита групою невеликих островів Шортленд акваторія біля південного завершення острова Бугенвіль) під охороною одного есмінця, тоді як транспорти з військами та більшість кораблів Кайоки попрямували у південно-західному напрямку через Соломонове море
5 травня американське авіаносне угруповання потопило японський легкий авіаносець «Сьохо» із групи підтримки. Надвечір наступної доби Кайока вирішив відшукати та атакувати ворожі кораблі, які, на його думку, перебували у протоці Джомард (відділяє південно-східне завершення Нової Гвінеї від архіпелагу Луїзіади). Адмірал рушив на пошуки ворога з легким крейсером та двома есмінцями 29-ї дивізії — Оіте та «Асанагі», проте за дванадцять годин (вже настало 7 травня) повернувся до конвою (натомість він вислав для пошуків есмінці 30-ї дивізії). Після битви у Кораловому морі, в якій 8 травня зіткнулись авіаносні з'єднання сторін, японське командування вирішило скасувати операцію і 9 травня транспортний загін повернувся на базу.
В наступні кілька тижнів Оіте ніс патрульно-ескортну службу між Шортлендом та Рабаулом, 2 — 5 червня 1943-го прослідував із Рабаула на Трук, після чого узявся за виконання аналогічних обов'язків в районі головної бази Четвертого флота. 29 червня Оіте та ще 3 есмінця і легкий крейсер вирушили з Труку для супроводу конвою транспортів, які доправляли будівельників та матеріали на острів Гуадалканал (східні Соломонові острова), де вирішили спорудити аеродром. 4 липня судна прибули до якірної стоянки біля острова Саво та протягом тижня провели розвантаження, після чого Оіте знову узявся за патрульно-ескортну службу в районі Рабаула (можливо відзначити, що недобудований аеродром через місяць опиниться в руках союзних сил та відіграє надзвичайно велику роль у їх перемозі в шестимісячній битві за Гуадалканал).
7 серпня 1942-го союзники висадились на Гуадалканалі, а 12 серпня Оіте та ще один есмінець здійснили вихід до нього з метою розвідки та обстрілу ворожих позицій. 16 серпня есмінець знову вирушив до острова, проте на цей раз із транспортною метою.
19 — 21 серпня 1942-го Оіте прослідував із Рабаула на Трук. На той час великі сили японського флоту вийшли у море для проведення великого конвою з підкрпіленнями для Гуадалканалу (що, зокрема, призвело до битви біля східних Соломонових островів), проте Оіте задіяли у інший операції — встановленні контролю над мікронезійськими островами Науру та Оушен. 26 серпня есмінець вийшов з Труку, а 2 вересня прибув на атол Джалуїт (Маршаллові острова). У цьому проміжку японські сили зайняли зазначені острови (гарнізони з яких союзники евакуювали ще у лютому), при цьому доставку основних сил десанту здійснив загін із легкого крейсера «Юбарі», есмінця «Юнагі» та переобладнаного мінного загороджувача Кьоєй-Мару. 5 вересня Оіте повернувся на Трук.
11 — 13 вересня 1942-го есмінець охороняв транспорт «Сува-Мару», який здійсниі рейс з Труку до атолу Пінгелап (приблизно тисяча кілометрів на схід) та назад.
Наступні півтора роки «Оіте» ніс патрульно-ескортну службу у Океанії, під час якої, зокрема, супроводжував конвої між Труком, Палау (важливий транспортний хаб на заході Каролінських островів), Сайпаном (Маріанські острова) та Рабаулом. Наприклад, у грудні 1942-го корабель задіяли у охороні конвою № 1 Го.
З 25 квітня по 11 травня 1943-го есмінець супроводжував транспорт «Хійосі-Мару» у круговому рейсі з атолу Кваджелейн (головна японська база на Маршаллових островах) до островів Оушен і Науру та атолу Джалуїт.
23 травня есмінець вийшов з Джалуїту (Маршаллові острова) для супроводження судна «Окіцу-Мару», що вело на буксирі пошкоджений флотський танкер «Іро» (прибув до Японії 12 червня).
21 вересня 1943-го під час ескортування конвою № 4920, який вийшов з Труку до Японії, у Оіте потрапила, але не здетонувала торпеда з американського підводного човна «Хеддок». 9 жовтня 1943-го Оіте вирушив із Йокосуки для супроводу конвою № 3009A. Під час цього переходу 12 жовтня в районі островів Огасавара підводний човен торпедував транспорт «Мамія». 15 числа Оіте повернувся до пошкодженого судна та охороняв загін, який за кілька діб привів «Мамія» до Японії. Лише 22 — 31 жовтня есмінець зміг нарешті здійснити перехід на Трук, супроводжуючи при цьому судно «Асакадзе-Мару» (перед тим здійснювало буксирування «Мамії»). З 8 листопада по 12 грудня Оіте здійснив ескортний рейс до Йокосуки (з конвоєм № 4108) та назад, при цьому у зворотньому рейсі були втрачені 4 із 5 суден конвою № 3123, після чого з 6 грудня «Оіте» перейшов до супроводу конвою № 3128.
Далі Оіте узявся за роботу на трасі між Труком та Рабаулом. Відомо, що 15 — 20 грудня він супроводив до Рабаула конвой № 1152, а 22 — 25 грудня повернувся з конвоєм № 2222. З 4 січня 1944-го есмінець знову супроводжував конвой у Рабаул, звідки 11 січня вийшов назад з конвоєм № 2112. На цей раз хоча самому Оіте вдалось 18 січня досягнути Трука, проте обидва транспорти конвою були втрачені. 22 січня Оіте полишив Трук супроводжуючи конвой №1122, при цьому за два дня його замінив у складі ескорту інший есмінець.
6 лютого 1944-го Оіте вийшов з Труку у складі охорони танкерного конвою, що прямував до Балікпапану (центр нафтовидобутку на сході Борнео), проте в районі Палау відокремився і 14 лютого повернувся на Трук.
Ввечері 15 лютого 1944-го Оіте полишив Трук, ескортуючи разом з мисливцем за підводними човнами CH-28 легкий крейсер «Агано», який прямував до Японії для ремонту. На той момент американське командування готувалось до удару авіаносного з'єднання по Труку (операція «Хейлстоун») і заздалегідь розставило навколо атолу кораблі, які мали протидіяти спробам японців полишити його. Як наслідок, у другій половині дня 16 лютого підводний човен «Скейт» перехопив японський загін за дві з половиною сотні кілометрів на північ від Труку та поцілив «Агано», котрий затонув у перші години 17 лютого. Оіте підібрав 523 вцілілих та попрямував на Трук, який вранці того ж дня потрапив під потужний повітряний удар. 18 лютого коли Оіте входив до лагуни Трука через Північний проход він був уражений авіаційною торпедою, розломився та швидко затонув. При цьому загинули всі раніше підібрані члени екіпажу «Агано» та 172 особи із команди есмінця. Лише двом десяткам моряків Оіте вдалось урятуватись.